# Polynema gracile
Polynema gracile is een vliesvleugelig insect uit de familie Mymaridae. De wetenschappelijke naam is voor het eerst geldig gepubliceerd in 1834 door Nees.